# Мояно
Мояно (італ. Moiano) — муніципалітет в Італії, у регіоні Кампанія,  провінція Беневенто.
Мояно розташоване на відстані близько 195 км на південний схід від Рима, 38 км на північний схід від Неаполя, 21 км на захід від Беневенто.
Населення — 4118 осіб (2014). Щорічний фестиваль відбувається 29 червня. Покровитель — святий Петро Apostolo.

## Демографія
Населення за роками:

Станом на 1 січня 2023 року в муніципалітеті офіційно проживало 86 іноземців з 19 країн, серед них 41 громадянин країн Євросоюзу та 5 громадян України.

## Сусідні муніципалітети
- Аїрола
- Арієнцо
- Буччано
- Форкія
- Сант'Агата-де'-Готі
- Токко-Каудіо